# Бутырин, Александр Степанович
Александр Степанович Бутырин (1905—1987, Ленинград) — конструктор турбин, лауреат Ленинской премии.

## Биография
Окончил Ленинградский индустриальный политехникум (1927) и Механический институт (отраслевой вуз Ленинградского политехнического института) (1931 — получил диплом экстерном по результатам защиты представленных работ).
В 1927—1978 годах работал на Ленинградском металлическом заводе: инженер, начальник сектора, начальник конструкторского отдела паровых турбин.
С 1978 года на пенсии.
Умер в 1987 году в Ленинграде. Похоронен на Ковалёвском кладбище.

## Награды и звания
- Сталинская премия 1952 года — за разработку конструкции и освоение производства унифицированной серии паровых турбин высокого давления.
- Ленинская премия 1963 года — за создание паровой турбины ПВК-200-130 мощностью 200 тыс. кВт.